# André Messager
André Charles Prosper Messager (Montluçon, 30 december 1853 – Parijs, 24 februari 1929) was een Frans dirigent en componist. 

## Levensloop
Hij studeerde bij onder andere Saint-Saëns en maakte als componist naam met operettes en komische opera's. Zijn bekendste werk is de operette Veronique. Hij componeerde samen met Gabriel Fauré de Messe des pêcheurs de Villerville.
Als dirigent was hij van 1901 tot 1906 artistiek leider van Covent Garden te Londen en van 1906 tot 1913 mededirecteur, samen met Leimistin Broussan, van de Opéra Garnier te Parijs. In de jaren 1908-19 was hij chef-dirigent van het Orchestre de la Société des Concerts du Conservatoire.
In 1902 dirigeerde hij de wereldpremière van Pelléas et Mélisande van Debussy in de Opéra-Comique te Parijs waar hij ook een aantal jaren werkzaam was. De nog jonge Pierre Monteux leerde daar van hem het vak.
Messager overleed in 1929 en is bijgezet op het Cimetière de Passy, een kleine begraafplaats in Parijs in het 16e arrondissement.

## Werken (selectie)

### Lyrische opera's en operettes
- François les bas-bleus (1883)
- La fauvette du temple (1885)
- Le Bourgeois de Calais (1887)
- Isoline (1888)
- La basoche (1890)
- Madame Chrysanthème (1893)
- Mitette (1894)
- Les p'tites Michu (1897)
- Véronique (1898)
- Fortunio (1907)
- Béatrice (1914)
- Monsieur Beaucaire (1919)
- La Petite Fonctionnaire (1921)
- L'amour masque (1923)
- Passionément (1926)
- Sacha (1930)

### Balletten
- Les deux pigeons (1886)
- Scaramouche (1893)
- Le chevalier aux fleurs (1896)

### Overig
- Symfonie (1876)
- Werken voor piano en viool
- Cantates
- Chansons

- Bibsys: 2021561
- Biblioteca Nacional de España: XX1324432
- Bibliothèque nationale de France: cb13897439n (data)
- CiNii: DA09724928
- Gemeinsame Normdatei: 119430002
- International Standard Name Identifier: 0000 0001 0871 0259
- Library of Congress Control Number: n82101527
- Nationale Bibliotheek van Letland: 000108159
- Base Léonore: LH//1846/7
- MusicBrainz: 7d3968cf-a36a-402f-bcb2-4f967d39d642
- Nationale Bibliotheek van Tsjechië: xx0001673
- Nationale bibliotheek van Australië: 35712606
- Nationale Bibliotheek van Israël: 987007280769405171
- Nederlandse Thesaurus van Auteursnamen: 09698029X
- Réseau des bibliothèques de Suisse occidentale: 02-A003587018
- Istituto Centrale per il Catalogo Unico: LIAV100884
- LIBRIS: 280694
- SNAC: w641721b
- Système universitaire de documentation: 03376879X
- Trove: 1053450
- Virtual International Authority File: 12492176
- WorldCat: E39PBJqbmRWxfhK3rXTXK4r6rq